# BC Elite Hockey League
BC Elite Hockey League (BCEHL), tidigare BC Hockey Major Midget League (BC MML), är en ishockeyliga för pojkar upp till 17 år och som är baserat i den kanadensiska provinsen British Columbia.
Ligan grundades 2004 och drivs av det regionala ishockeyförbundet BC Hockey och är sanktionerad av det nationella ishockeyförbundet Hockey Canada. I september 2021 bytte den till det nuvarande namnet.

## Lagen
Källa:
| - Cariboo Cougars - Fraser Valley Thunderbirds - Greater Vancouver Canadians - Kootenay Ice - North Island Silvertips - Okanagan Rockets | - South Island Royals - Thompson Blazers - Valley West Hawks - Vancouver North East Chiefs - Vancouver North West Giants |

## Mästare
Samtliga lag som har vunnit BC MML sedan starten av ligan.
| - 2004-2005: Thompson Blazers - 2005-2006: Okanagan Rockets - 2006-2007: Vancouver North West Giants - 2007-2008: Cariboo Cougars - 2008-2009: Vancouver North West Giants - 2009-2010: Vancouver North West Giants | - 2010-2011: Vancouver North West Giants - 2011-2012: Vancouver North West Giants - 2012-2013: Vancouver North West Giants - 2013-2014: Okanagan Rockets - 2014-2015: Vancouver North East Chiefs - 2015-2016: Valley West Hawks |

## Spelare

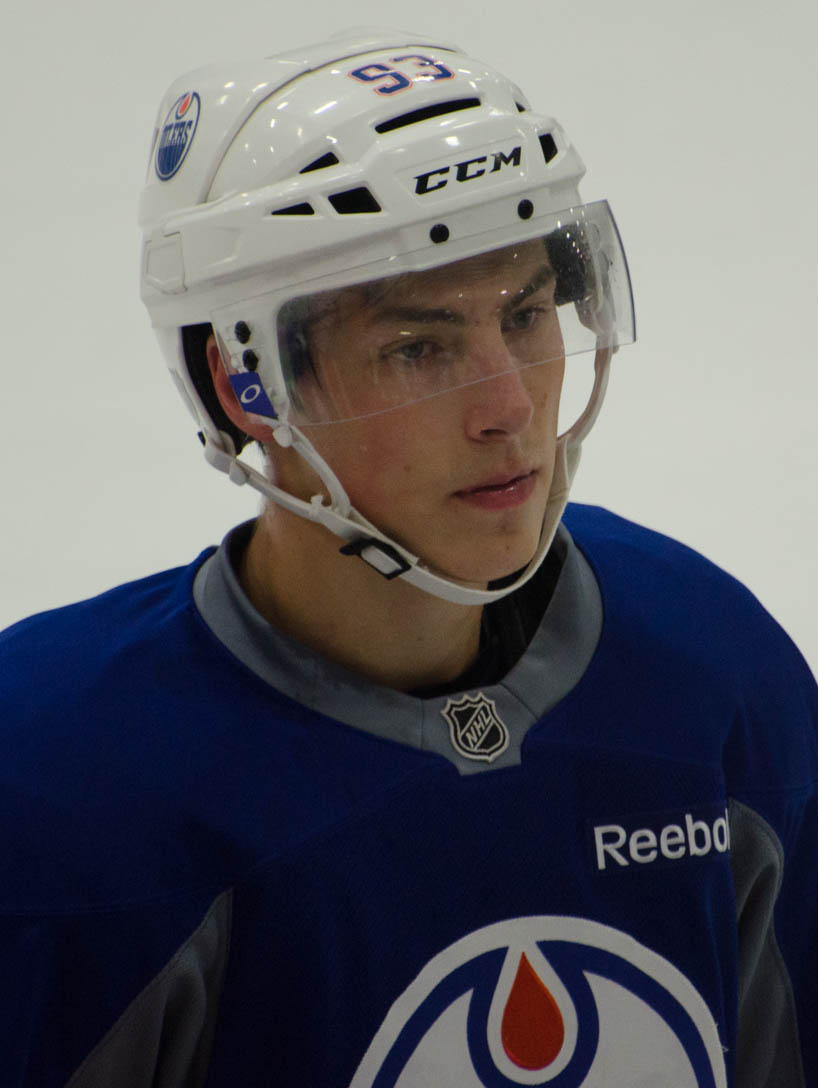
Ryan Nugent-Hopkins.

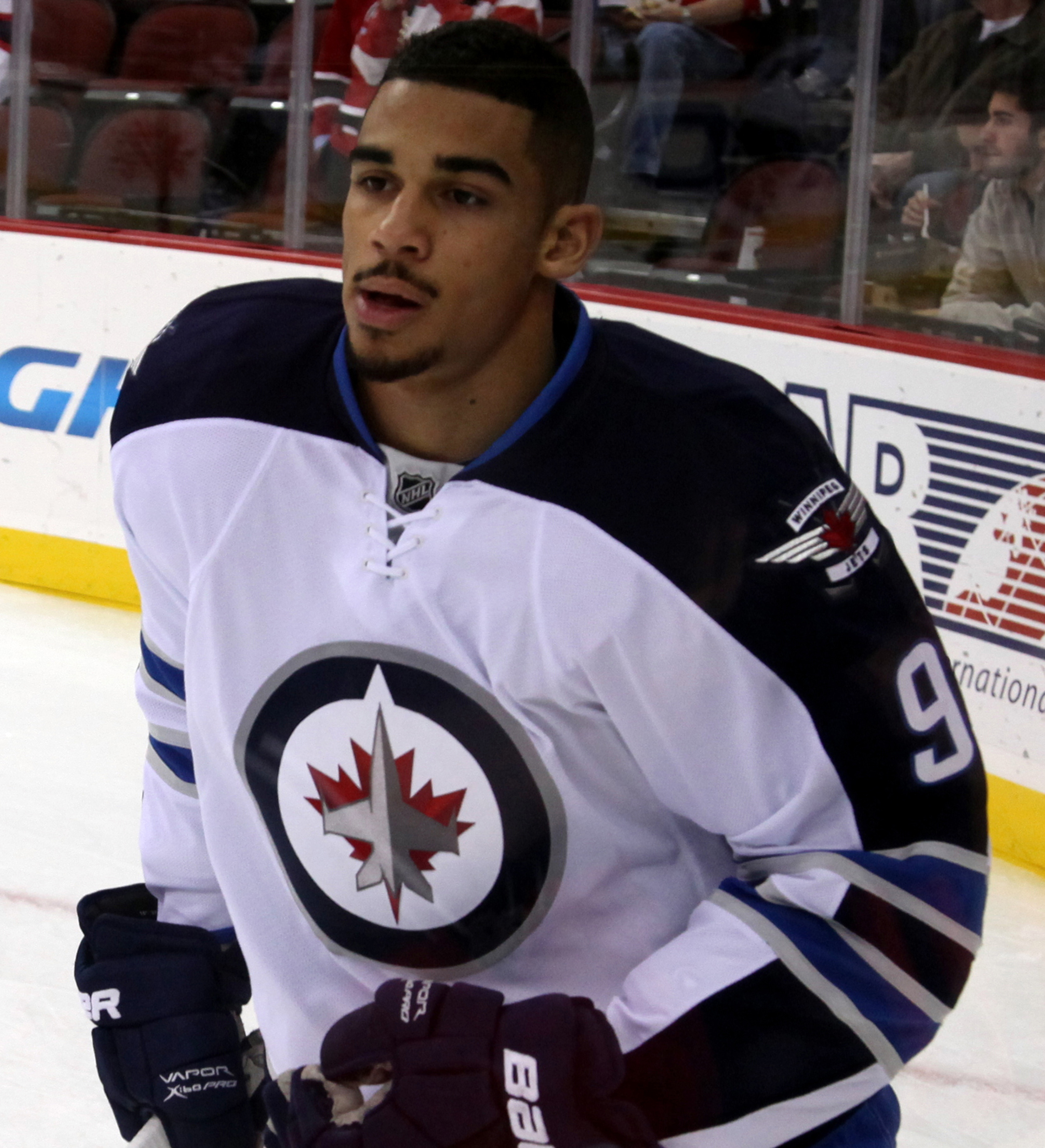
Evander Kane.

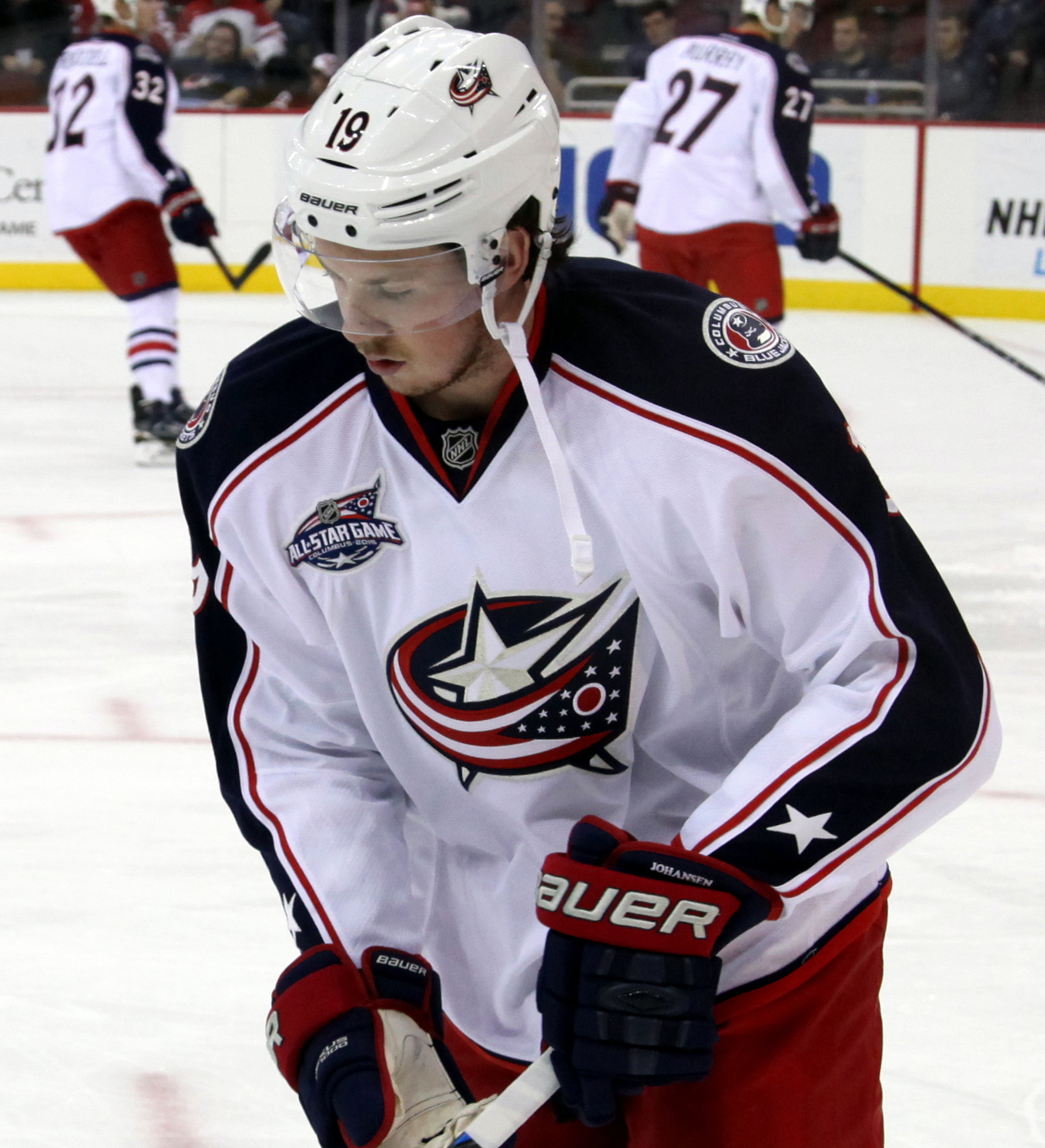
Ryan Johansen.

Ett urval av ishockeyspelare som har spelat en del av sina ungdomsår i BC MML och som har lyckats att ta sig upp till spel i den nordamerikanska proffsligan National Hockey League (NHL).
| Målvakter - Laurent Brossoit - Martin Jones - Nathan Lieuwen - Mackenzie Skapski | Backar - Stefan Elliott - Brandon Manning - Griffin Reinhart - Colten Teubert - Shea Theodore - Patrick Wiercioch - Tyler Wotherspoon | Forwards - Mathew Barzal - Brett Bulmer - Brett Connolly - Landon Ferraro - Brendan Gallagher - Derek Grant - Curtis Hamilton - Ryan Johansen - Evander Kane - Curtis McKenzie - Riley Nash - Ryan Nugent-Hopkins - Nic Petan - Max Reinhart - Sam Reinhart - Colton Sissons - Jake Virtanen |